# Gustav Mie

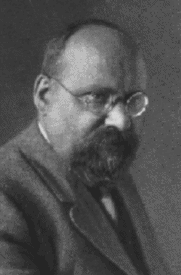
Gustav Mie

Gustav Adolf Feodor Wilhelm Ludwig Mie (* 29. September 1868 in Rostock; † 13. Februar 1957 in Freiburg im Breisgau) war ein deutscher Physiker.

## Leben
Mie wurde am 29. September 1868 als Sohn eines Kaufmanns in Rostock geboren.
Von 1886 an studierte er an der Universität Rostock Mathematik und Physik. Neben diesen Fächern hörte er Vorlesungen in Chemie, Zoologie, Geologie, Mineralogie, Astronomie sowie Logik und Metaphysik. 1888/1889 setzte er sein Studium an der Universität Heidelberg fort. Zum Sommersemester 1889 kehrte er wieder nach Rostock zurück. Er promovierte 1891 in Heidelberg im Fach Mathematik mit der Schrift Zum Fundamentalsatz über die Existenz von Integralen partieller Differentialgleichungen.
Er habilitierte sich im Sommer 1897 an der Technischen Hochschule Karlsruhe in Theoretischer Physik. 1902 wurde er zum Extraordinarius und 1905 als Nachfolger von Walter König zum Ordinarius für theoretische Physik an die Universität Greifswald berufen, der er 1916 als Rektor vorstand. 1917 wechselte er als Ordinarius für experimentelle Physik an die Universität Halle. 1921 wurde er zum korrespondierenden Mitglied der Göttinger Akademie der Wissenschaften gewählt. 1924 nahm er dann einen Ruf als Direktor des Physikalischen Institutes an der
Albert-Ludwigs-Universität Freiburg an, wo er bis zu seiner Emeritierung im Jahr 1935 arbeitete und am 13. Februar 1957 starb.
In Freiburg während der NS-Diktatur war Mie Mitglied der universitären Opposition der so genannten „Freiburger Kreise“ und einer der Teilnehmer des ursprünglichen „Freiburger Konzils“.

## Wissenschaftliches Wirken
In Mies Greifswalder Jahre fällt seine Arbeit zur Berechnung der Streuung einer elektromagnetischen Welle an einer homogenen dielektrischen Kugel, die er 1908 unter dem Titel Beiträge zur Optik trüber Medien, speziell kolloidaler Metallösungen in den Annalen der Physik publizierte. Mit der sogenannten Mie-Streuung ist noch heute sein Name verbunden. Bereits 1903 führte er zur Beschreibung der Anziehungs- und Abstoßungskräfte chemisch nicht gebundener Atome das Mie-Potential ein, von dem das sehr viel bekanntere Lennard-Jones-Potential ein Spezialfall ist.
Er lieferte weitere bedeutende Beiträge zum Elektromagnetismus und auch zur allgemeinen Relativitätstheorie. Außerdem beschäftigte er sich mit Maßeinheiten und entwickelte schließlich 1910 das nach ihm benannte Miesche Einheitensystem.
In den Jahren 1912/13 erarbeitete Mie seine Theorie der Materie, in der er aus einer so genannten Weltfunktion, die auch die Feldgrößen enthält, mit Hilfe des Lagrange-Formalismus u. a. die Maxwellsche Elektrodynamik herleitete. Sein Ziel war es, die Weltfunktion so aufzustellen, dass auch die Materie selbst als Lösung der Variationsgleichungen selbst berechnet werden konnte. Ebenso versuchte er, die Gravitation mit einzubeziehen und war so ein Konkurrent Einsteins und Hilberts, beim Streben nach einer erweiterten Gravitationstheorie. Dieser Ansatz war später Vorbild für Arbeiten von David Hilbert, Max Born und Leopold Infeld.

## Ehrungen
Nach Mie ist heute ein Einschlagkrater auf dem Mars benannt, ein Hörsaal der Martin-Luther-Universität Halle-Wittenberg und auch ein Gebäude der Albert-Ludwigs-Universität Freiburg tragen seinen Namen. 1919 wurde Mie zum Mitglied der Leopoldina berufen. 1943 erhielt er die Goethe-Medaille für Kunst und Wissenschaft.

## Schriften
- Zum Fundamentalsatz über die Existenz von Integralen partieller Differentialgleichungen. Teubner, Dresden 1892 (Dissertation, Universität Heidelberg, 3. August 1891).
- Entwurf einer allgemeinen Theorie der Energieübertragung. In: Sitzungsberichte der kaiserlichen Akademie der Wissenschaften in Wien. Mathematisch-Naturwissenschaftliche Klasse, Abteilung 2a, Oktober 1898, S. 1113–1182 (Habilitationsschrift, TH Karlsruhe, 1898; Digitalisat).
- Moleküle, Atome, Weltäther. Teubner, Leipzig 1904.
- Beiträge zur Optik trüber Medien, speziell kolloidaler Metallösungen. In: Annalen der Physik. Vierte Folge, Band 25, 1908, Heft 3, S. 377–445, doi:10.1002/andp.19083300302.
- Lehrbuch der Elektrizität und des Magnetismus: Eine Experimentalphysik des Weltäthers für Physiker, Chemiker und Elektrotechniker. Enke, Stuttgart 1910; 3., umgearbeitete Auflage 1948.
- Grundlagen einer Theorie der Materie. In: Annalen der Physik Bd. 37, 1912, S. 511–534, doi:10.1002/andp.19123420306; Bd. 39, 1912, S. 1–40, doi:10.1002/andp.19123441102; Bd. 40, 1913, S. 1–66, doi:10.1002/andp.19133450102.
- Bemerkungen zu der Einsteinschen Gravitationstheorie. In: Physikalische Zeitschrift. Bd. 15, 1914, S. 115–122, 169–176.
- Die geistige Struktur der Physik (= Studien des apologetischen Seminars. Heft 38). Bertelsmann, Gütersloh 1934.
- Die göttliche Ordnung in der Natur: 3 Aufsätze (= Das christliche Deutschland 1933 bis 1945. H. 9). Furche, Tübingen 1946.
- Die Grundlagen der Mechanik. Enke, Stuttgart 1950.